# Sigismund Wilhelm Koelle
Sigismund Wilhelm Koelle (auch Kölle; * 14. Juli 1820 in Cleebronn; † 18. Februar 1902 in London) war ein deutscher Missionar und Sprachforscher.

## Leben und Werk
Koelle trat 1841 ins Basler Missionshaus ein, doch wechselte er schon 1845 zur Church Missionary Society (CMS). 1847 war er in Sierra Leone und sammelte dort neben einer Unterrichtstätigkeit Sprachmaterial. 1855 wurde er als korrespondierendes Mitglied in die Preußische Akademie der Wissenschaften aufgenommen.
Sein Hauptwerk Polyglotta Africana gilt als Pionierarbeit für die vergleichende Sprachforschung afrikanischer Sprachen.

## Veröffentlichungen
- Narrative of an expedition into the Vy country of West Africa and the discovering of a system of syllabic writing recently invented by the narratives of Vy. London 1849. (Digitalisat)
- Outlines of a grammar of the Vei language, together with a Vei-English vocabulary. Missionary House, London 1854. (Digitalisat)
- Polyglotta Africana. London 1854. (Digitalisat)